# Luc Tinnemans
Luc Tinnemans (Echt, 1 april 1998) is een Nederlands voetballer die als middenvelder voor EVV speelt.

## Carrière
Luc Tinnemans speelde in de jeugd van MVV Maastricht en Fortuna Sittard. In 2017 sloot hij aan bij de eerste selectie van Fortuna Sittard. Hij debuteerde op 24 oktober 2017, in de met 3-0 gewonnen bekerwedstrijd tegen Go Ahead Eagles. Hij kwam in de 78e minuut in het veld voor Mickaël Malsa. In 2018 werd Tinnemans twee seizoenen door Fortuna aan EVV verhuurd, wat uitkomt in de Derde divisie zondag. Na het einde van zijn verhuurperiode maakte hij in 2020 definitief de overstap naar EVV.

### Statistieken
| Seizoen                        | Club            | Land           | Competitie           | Competitie | Competitie | Beker | Beker | Totaal | Totaal |
| Seizoen                        | Club            | Land           | Competitie           | Wed.       | Dlp.       | Wed.  | Dlp.  | Wed.   | Dlp.   |
| ------------------------------ | --------------- | -------------- | -------------------- | ---------- | ---------- | ----- | ----- | ------ | ------ |
| 2017/18                        | Fortuna Sittard | Nederland      | Eerste divisie       | 0          | 0          | 1     | 0     | 1      | 0      |
| 2018/19                        | → EVV           | Nederland      | Derde divisie Zondag | 18         | 0          | 2     | 0     | 20     | 0      |
| 2019/20                        | → EVV           | Nederland      | Derde divisie Zondag | 3          | 0          | 1     | 0     | 4      | 0      |
| 2020/21                        | EVV             | Nederland      | Derde divisie Zondag | 5          | 0          | 1     | 0     | 6      | 0      |
| Carrièretotaal                 | Carrièretotaal  | Carrièretotaal | Carrièretotaal       | 26         | 0          | 5     | 0     | 31     | 0      |
| Bijgewerkt op 20 november 2020 |                 |                |                      |            |            |       |       |        |        |